# Distretto di Nicosia
Nicosia è un distretto di Cipro, che ha come capoluogo la città omonima.
Parte del territorio del distretto è occupato dalla Repubblica Turca di Cipro del Nord (distretto di Lefkoşa).

## Centri abitati
- Agios Dometios
- Aglantzia
- Egkōmī
- Dali
- Geri
- Lakatamia
- Latsia
- Nicosia
- Strovolos
- Tseri

## Località
- Leuka